# کانون دانشجویان زرتشتی
کانون دانشجویان زرتشتی سازمانی است غیرانتفاعی که به منظور همبستگی بیشتر بین دانشجویان زرتشتی و ایجاد روح همکاری دینی، اجتماعی، فرهنگی، علمی، هنری، ورزشی و همکاری و هماهنگی در این مورد با سایر سازمان‌ها و مجامع رسمی کشور شکل گرفته‌است. نخستین فعالیت‌های رسمی این سازمان در سال ۱۳۴۸ آغاز گردیده ‌است.
کانون دانشجویان زرتشتی درحال حاضر فعالیت‌های خود را در قالب هشت شورا انجام می‌دهد که عبارت است از:
- شورای هنر
- شورای آموزشی
- شورای دینی
- شورای ورزشی
- شورای فرهنگ و ادب
- شورای کار و اقتصاد
- شورای مددکاری
- شورای روابط عمومی

هر یک از این شوراها عضوهای خود را دارد و همچنین دارای یک رابط است که وظیفه آن برقراری ارتباط بین شورا و هیئت مدیره و اعضای کانون می‌باشد. 
کانون دانشجویان زرتشتی به کمک شوراها فعالیت‌های گوناگون در راستای موضوعات شوراها انجام می‌دهد نظیر چاپ کتاب تست دینی اقلیت‌های مذهبی کنکور، برگزاری کارگاه‌ها، کلاس‌های‌گوناگون و برگزاری جشن‌ها و آیین‌های گوناگون و انجام کارهای فرهنگی و روابط عمومی مانند کار بر روی رادیو، پادکست، نشریه ویا کمک به نیازمندان مانند کودکان کار یا سالمندان انجام می‌دهد. همچنین دورهمی های مختلف هنری برای مطرح کردن هنرمندان ویا مسابقات ورزشی برای تقویت ورزشکاران جامعه زرتشتی ویا سمینارها و وبینارهای مرتبط با شغل و پرورش ایده‌های بیزینسی صورت می‌گیرد. هدف کانون دانشجویان زرتشتی و شوراها، پرورش ایده‌ها و ایجاد همبستگی و همکاری میان دانشجویان زرتشتی برای پیشرفت اعضای کانون و جامعه بشود.
برخی از فعالیت‌های مطرح کانون دانشجویان زرتشتی:
- گروه کُر کانون دانشجویان زرتشتی: در اوایل دهه ۱۳۶۰ خورشیدی، گروه کر کانون دانشجویان زرتشتی، قطعه سرود مزدیسنا (خوان اشم وهو) را اجرا و ضبط نمود و در سال ۱۳۶۹ به همراه اوستا خوانی موبد رستم شهزادی در یک کاسِت با عنوان مزدیسنان منتشر کرد. این اجرا امروزه در آغاز مراسم رسمی زرتشتیان در ایران و سایر نقاط جهان پخش می‌گردد. این گروه کماکان به فعالیت خود ادامه می‌دهد.[۳]

- کتاب تست دینی اقلیت‌های مذهبی کنکور: هر ساله کانون دانشجویان زرتشتی کتاب تست کنکور مخصوص اقلیت‌های مذهبی چاپ می‌کند. در حال حاضر کانون دانشجویان زرتشتی تنها ارگانیست که این کتاب کمک درسی را برای اقلیت‌های مذهبی تهیه می‌کند.

ارکان کانون دانشجویان زرتشتی شامل هیئت عمومی(اعضای پیوسته طبق اساسنامه کانون می‌باشند)، هیئت مدیره و بازرسان می‌باشد. تعداد اعضا هیئت مدیره کانون هفت نفر و بازرسان دونفر می‌باشد. اعضای هیئت مدیره و  اعضای بازرسان کانون دانشجویان زرتشتی هر دو سال یکبار در مجمع عمومی با رای اعضای پیوسته کانون انتخاب می‌شوند. از بین هفت نفر اعضای هیئت مدیره کانون، چهار نفر به عنوان اعضای هیئت رئیسه انتخاب می‌شوند که عبارت اند از دبیر، نائب دبیر، منشی و مسئول امور مالی(خزانه‌دار).
جشن بزرگداشت پنجاه سالگی کانون دانشجویان زرتشتی نیز در تاریخ ۲۹ آذرماه ۱۳۹۸ برگزار گردید.
شش برنامه‌ای که جزء بزرگترین برنامه‌های ورزشی، اجتماعی، دینی، هنری، آموزشی، فرهنگی جامعه زرتشتی می‌باشند عبارتند از پیکارهای ورزشی جام جان‌باختگان، اردوی دانش‌آموزان زرتشتی سراسر کشور، همایش اوستاخوانی و گاتاشناسی مانتره، جشنواره موسیقی زرتشتیان سراسر کشور، همایش علمی زرتشتیان سراسر کشور و نمایشگاه آیین و فرهنگ ایران باستان. 

## پیکارهای ورزشی جام جان‌باختگان
پیکارهای ورزشی جام جان‌باختگان، مسابقات ورزشی است که با حضور بیش از ۸۰۰ ورزشکار از سراسر جامعه زرتشتی، چه از داخل و چه خارج از کشور، هر ساله در نیمه اول امردادماه، در همایشگاه فرهنگی، دینی، ورزشی مارکار تهرانپارس برگزار می‌گردد. درحال حاضر نیز در ۹ رشته ورزشی فوتسال، بسکتبال، والیبال، بدمینتون، تنیس روی میز، شطرنج، دو و میدانی، شنا و دوچرخه سواری در دو گروه آقایان و بانوان و در رده‌های سنی گوناگون، با همت کانون دانشجویان زرتشتی برگزار گردید؛ که حاصل بیش از ۱۱۰ هزار نفر ساعت کار و برنامه‌ریزی شبانه‌روزی دانشجویانی است که فعالیت‌های خود را برای به مرحله اجرا درآوردن این پیکارها، از اسفندماه آغاز می‌کنند.
برگزاری این جام در طول سالیان پیاپی، انگیزهٔ بسیار خوبی برای ورزشکاران بوده و توانسته‌است ورزشکاران بسیاری را در دامان خود بپروراند، تا جایی که بازیکنان و مربیانی در سطح ملی را به جامعهٔ ورزش کشور تقدیم کرده‌است.
همچنین لازم است ذکر شود که داوری تمامی این پیکارها توسط داوران فدراسیون و افراد آموزش‌دیده توسط فدراسیون طبق آخرین قوانین انجام می‌گیرد. در این دوره از پیکارها نیز مانند دورهٔ قبل، داوران تمامی رشته‌ها به جز فوتبال زرتشتی بوده‌اند.
تاکنون چهل دوره از پیکارهای ورزشی جام جان‌باختگان برگزار شده است.

### پیشینهٔ تاریخی
پیکارهای ورزشی جام جان‌باختگان، به یادواره شهدای همیشه جاویدان ایران‌زمین، اکنون سی و شش سال برگزاری خود را پشت سر گذاشته‌است. پیکارهایی که در ابتدا در تالار کانون دانشجویان زرتشتی، دبیرستان فیروزبهرام، مجتمع رستم‌باغ تهرانپارس و در نهایت در مجموعه فرهنگی ورزشی مارکار تهرانپارس برگزار گردید. این رقابت‌ها را می‌توان بزرگترین مسابقات ورزشی در سطح جامعه زرتشتی دانست. علاوه بر آن، کانون دانشجویان زرتشتی افتخار دارد که در طول بیش از سی سال برگزاری این پیکارها، توانسته‌است در فرایندی هرچند دشوار و پرهزینه، بر امکانات ورزشی این مجتمع افزوده و آن را گام‌به‌گام به سوی استانداردهای ملی در زمینه ورزش هدایت کند.
جام جان‌باختگان به یاد هجده شهید برگزار می‌گردد:
۱-جان باخته زنده روان مهرداد فرارونی
۲-جان باخته زنده روان کامران گنجی
۳-جان باخته زنده روان مهندس کیخسرو کیخسروی
۴-جان باخته زنده روان بهروز باستانی
۵-جان باخته زنده روان پرویز آبادی
۶-جان باخته زنده روان مهندس داریوش شهزادی
۷-جان باخته زنده روان مهندس فرهاد خادم
۸-جان باخته زنده روان دکتر اسفندیار دارابیان
۹-جان باخته زنده روان استوار یکم پزشکیار فریدون نژادکی
۱۰- جان باخته زنده روان جمشید گشتاسبی
۱۱-جان باخته زنده روان دیهیم شهریاری
۱۲-جان باخته زنده روان رستم آذر باد
۱۳-جان باخته زنده روان ستوان یکم جهانبخش نمیرانیان
۱۴- جان باخته زنده روان داریوش آبادیان
۱۵-جان باخته زنده روان اردشیرمرادیان
۱۶-جان باخته زنده روان سرهنگ مهرداد آبادیان
۱۷-جان باخته زنده روان پرویز سرایی
۱۸- جان باخته زنده روان گلرخ مهری
پیشنهاد برگزاری اردوی دانش آموزان زرتشتی در جریان چهارمین کنگره زرتشتیان ایران در آبان ۱۳۴۸ توسط کانون دانشجویان زرتشتی مطرح شد. در پی استقبال کنگره، نخستین اردوی تربیتی و آموزشی دانش آموزان زرتشتی با شرکت ۳۶ نفر در تیرماه ۱۳۴۹ توسط کانون دانشجویان زرتشتی برگزار شد.
تا کنون ۴۱ دوره از اردوی دانش آموزان زرتشتی ایران با کمک خیراندیشان توسط کانون دانشجویان زرتشتی برگزار شده است.

## همایش اوستاخوانی و گاتاشناسی مانتره
همایش اوستاخوانی و گاتاشناسی مانتره، بزرگترین همایش دینی ایرانیان زرتشتی است که هر ساله توسط کانون دانشجویان زرتشتی برگزار می‌گردد. این همایش شامل دو بخش اصلی اوستاخوانی و گاتاشناسی است. در بخش اوستاخوانی شرکت‌کنندگان به خواندن گات‌ها با آوای خوش می‌پردازند این بخش در دو مرحله مقدماتی و پایانی برگزار می‌گردد. در بخش گاتاشناسی نیز پژوهشگران به تحقیق و پژوهش در زمینه گات‌ها، سنت ، فرهنگ و آداب و رسوم دین زرتشتی و تمدن ایرانی می‌پردازند. شرکت‌کنندگان هر ساله در اردوی آموزشی همایش مانتره نیز شرکت می‌کنند.
نخستین مسابقات اوستاخوانی مانتره در تابستان سال ۱۳۷۳ آغاز گردید. شرکت‌کنندگان در بخش اوستاخوانی به خواندن بندهایی از گات‌ها با آوایی خوش پرداختند. همچنین برای شرکت‌کنندگان که از سراسر ایران به تهران آمده بودند اردویی آموزشی برگزار گردید. این مسابقات در سال ۱۳۷۶ (چهارمین سال برگزاری) به همایش اوستاخوانی و گاتاشناسی مانتره تغییر نام یافت و شرکت‌کنندگان در بخش گاتاشناسی با ارائه مقاله به پژوهش می‌پرداختند. دوره هفتم (۱۳۷۹) به یاد شادوران موبد موبدان رستم شهزادی برگزار گردید. در دوره هشتم (۱۳۸۰) بخش ترجمه به بخش گاتاشناسی اضافه گردید و پژوهشگران در این دوره به ترجمه برخی متون انگلیسی پرداختند. دوره دوازدهم (۱۳۸۴) به یاد موبد موبدان جهانگیر اشیدری و دکتر کسرا وفاداری برگزار گردید. دوره سیزدهم (۱۳۸۵) به یاد موبد استاد خدابخش یزدانی برگزار گردید. از مانتره ۱۶، بخش محور همایش به همایش مانتره اضافه گردید در این بخش استادها و صاحب‌نظران به بحث گفتگو در مورد آن موضوع می‌پردازند.
هر سال شعاری برای همایش آن سال انتخاب می‌گردد:
مانتره ۲: بشود که با مهین پیام اندیشه برانگیز، جهان را تازه گردانیم
مانتره ۳: اشوزرتشت آموزگار زندگی است و گاتا پیام زندگی، پیام این نخستین آموزگار زندگی را دریابیم.
مانتره ۴: آراسته به اندیشه نیک اهورایی، آرمان انجامین مانتره را برافرازیم.
مانتره ۵: ای خداوند خرد بشود که با گسترش پیام تو از باشندگان سرای منش نیک شویم.
مانتره ۶: با یاری منش نیک و پیروی از اشا باشد که در گسترانیدن پیام اهورایی کوشا باشیم.
مانتره ۷: بالندگی اندیشه‌ها با نوای دلنشین گاتا
مانتره ۸: مانتره، شاهراهی به دنیای خرد اهورایی
مانتره ۹: اشوزرتشت سرایندهٔ پیام زندگی و گاتا آفریدهٔ خرد نیک
مانتره ۱۰: مانتره، پیوند اندیشه‌های نو با سروده‌های کهن
مانتره ۱۱: مانتره، هم نوایی اندیشه‌ها با پیام اهورایی
مانتره ۱۲: مانتره پژوهش در گاتا، نگرش بر اندیشه‌ها
مانتره ۱۳: مانتره، همپیمانی پویندگان پیام راستین
مانتره ۱۴: مانتره، نوآرایی اندیشه‌ها، نوآوایی سروده‌ها
مانتره ۱۵: مانتره، سرور سپیدی سروده‌ها، بی پایانی تازگی اندیشه‌ها
مانتره ۱۶: مانتره، جوشش اندیشه نیک، پویش گفتار نیک، پرورش کردار نیک
مانتره ۱۷: مانتره، رویش اندیشه‌ها، در جست‌وجوی ریشه‌ها
مانتره ۱۸: مانتره، هم‌آوایی گاتها، همازوری اندیشه‌ها
مانتره ۱۹: مانتره، طنین تار اندیشه، سرود سبز یک ریشه
مانتره ۲۰: کهنه یا کهن، تازه یا مدرن؟
مانتره ۲۱: راستی را معنی کن، مانتره معنی می‌شود
مانتره ۲۲: پیشینه‌ای پربار، به سوی آینده‌ای پربار
مانتره ۲۳: نخستین قدم، هویت من
مانتره ۲۴: هر آن ذره که روشن می‌کند جان، درون حال تو گشته‌ست پنهان
مانتره ۲۵: مانتره تنها در ذهن نیست، در تمام زندگی جاریست
مانتره ۲۶: تفکر یک جوان، تحول یک جهان
مانتره ۲۸: مانتره، تفکری در جستجوی هویت
مانتره ۲۹: نگهداشت ریشه‌ها، پیوند اندیشه‌ها
محورهای همایش:
مانتره ۱۶: بررسی پیوند گات‌ها با اوستا
مانتره ۱۷: مقایسه جایگاه بایست‌ها و نبایست‌ها در گات‌ها و بخش‌های دیگر اوستا
مانتره ۱۸: آموزش دینی در جامعه زرتشتی
مانتره ۱۹: خانواده، بنیان آن در دین زرتشتی و مشکل جدایی
مانتره ۲۰: زرتشتیان و آینده
مانتره ۲۱: راستی، معنا و مفهوم دقیق آن
مانتره ۲۲: نقش تعامل جامعه زرتشتی و موبدان در پایداری دین زرتشتی
مانتره ۲۳: چیستی هویت زرتشتی
مانتره ۲۴: مدیریت دارایی‌های جامعه زرتشتی
مانتره ۲۵: ساختار مديريتی جامعه زرتشتى
مانتره ۲۶: شاخصه‌های تمایز جوانان زرتشتی با غیرهمکیشان

## جشنواره موسیقی زرتشتیان سراسر کشور
جشنواره موسیقی نخستین بار با نام دورهمی موسیقی سال 1379 برگزار شد و بعد‌ها به همایش موسیقی تغییر نام پیدا کرد. بعد از سال‌ها با پیشرفت و ارتقا سطح همایش موسیقی، نام آن از همایش به جشنواره موسیقی زرتشتیان سراسر کشور تغییر پیدا کرد. هدف از جشنواره موسیقی ارتقا سطح نوازنده‌ها و همچنین مطرح کردن آنها به جامعه است تا تشویقی برایشان باشد. در هجدهمین دوره جشنواره موسیقی،جهت پیشرفت سطح جشنواره، برای نخستین بار از سالن‌های زرتشتی (نظیر سالن خسروی، سالن دبستان گیو و …) به سالن تئاتر شهرزاد منتقل شد و تاکنون جشنواره موسیقی در سالن‌های غیر زرتشتی برگزار می‌شود و از استادان بنام موسیقی در کشور برای داوری نوازنده‌ها دعوت می‌شود.
تاکنون بیست دوره از جشنواره موسیقی برگزار شده است که بیستمین دوره آن در تالار همایش فرهنگ و هنر برگزار شد. 

## همایش علمی زرتشتیان سراسر کشور
همایش علمی دانشجویان زرتشتی با آرمان شکوفایی و باروری استعدادها و مهارت‌ها و بالا بردن سطح علمی جامعه زرتشتی از سال ۱۳۸۳ شروع به کار کرد و بعدها به همایش علمی زرتشتیان سراسر کشور تغییر نام داد که هر ساله در اسفندماه برگزار می‌گردد. این همایش بخش‌های مختلفی دارد از جمله آن‌ها، بخش ارائه مقاله و نمایشگاه ابداعات و اختراعات است. در بخش ارائه مقاله هر ساله پذیرفته‌شدگان به ارائه پژوهش خود در قالب نوشتارهایی می‌پردازند. همچنین هر ساله پیرامون موضوعی خاص میزگردی تشکیل می‌شود و شرکت‌کنندگان به بحث پیرامون آن موضوع می‌پردازند. در نمایشگاه ابداعات و اختراعات، مخترعین به ارائه اختراعات و ابداعات خود می‌پردازند.
همچنین در کنار این نمایشگاه هر ساله نمایشگاهی علمی نیز برگزار می‌شود، که با توجه به موضوع هر سال، نوع نمایشگاه تغییر می‌کند.
در کنار این بخش‌ها، مسابقات مختلفی از جمله جام رباتیک، مسابقه سازه‌های ماکارونی و … نیز برگزار می‌گردد.
بیستمین همایش علمی زرتشتیان سراسر کشور در تاریخ 26 و 27 بهمن‌ماه 1402برگزار گردید.

## نمایشگاه آیین و فرهنگ ایران باستان
آنچه علت اصلی تداوم حیات یک جامعه محسوب می‌شود بدون شک فرهنگ است. فرهنگ هر ملت بنایی با شکوه ساخته شده از باور ها ، ایین ها و ارزش هایی است که شیوه‌ی زندگی هر ملت را بیان می‌کند. فرهنگ هر جامعه در عین حال که زمینه های مشترک با فرهنگ جوامع دیگر دارد ، دارای  گوناگونی نیز می‌باشد و به راستی فرهنگ ایرانی این تنوع و گوناگونی را با شکوه ، وقار و عظمتی وصف ناشدنی به تصویر می‌کشد.
بدون شک آیین و فرهنگ ایران باستان، ستاره ای درخشان نه تنها در آسمان فرهنگ سرزمین ایران بلکه در آسمان فرهنگ جهانیان است. شناخت داشتن و آگاهی نسبت به آن نیازی حیاتی برای وارثان این ستاره درخشان است.
بنابراین کانون دانشجویان زرتشتی با شناخت و آگاهی از این نیاز جامعه تصمیم به برپایی نمایشگاهی تحت عنوان «آیین و فرهنگ ایران باستان» گرفت.
یکی از اصلی ترین بخش های نمایشگاه که هدف اصلی این رویداد را پوشش می‌دهد توضیح آیین و سنن ایران باستان توسط عزیزانی با لباس سنتی در کنار سفره های آیینی است.
ارائه وسایل و خوراکی های سنتی و اشنایی مردم با آنها از دیگر بخش های این نمایشگاه به شمار میرود و نیز عرضه کتاب هایی در راستای اهداف و مضمون نمایشگاه، در جهت افزایش آگاهی حاضرین و رواج فرهنگ کتاب و کتابخوانی انجام و همچنین نمایش عکس هایی در راستای مضمون نمایشگاه صورت می‌گیرد
نمایشگاه آیین و فرهنگ ایران باستان در سال های 1390 و 1394 و 1396 در مجموعه کاخ های سعد آباد برگزار گردیده است.
این دوره از نمایشگاه در بهار 98 برگزار خواهد شد.
برای اطلاع از مکان و تاریخ دقیق برگزاری نمایشگاه به وبسایت و کانال تلگرام و صفحه‌ی اینستاگرام رسمی این برنامه بپیوندید.
اهداف پیش بینی شده برای برگزاری نمایشگاه آیین و فرهنگ ایران باستان:
•گسترش اطلاعات اقشار جامعه در رابطه با آیین و فرهنگ ایران باستان
•آگاهی از بعضی علوم و فنون ایران باستان
•آگاهی دادن به مردم از وجود میراث و گنجینه های گرانبها
برخی از برنامه های پیش بینی شده در نمایشگاه آیین و فرهنگ ایران باستان:
•به نمایش گذاشتن نماد هایی از جشن ها و مراسم های آیینی مختلف در ایران باستان
•ارائه مطالبی پیرامون برخی از علوم و فنون ایران باستان (همانند گاهشماری،پزشکی،پوشش و ...) و نشان دادن تغییرات آنها در طول زمان
•به نمایش گذاشتن عکسهایی مرتبط با مضمون نمایشگاه و معرفی عکاسان جامعه
•برگزاری کارگاه ها و نشست ها  و سخنرانی های صاحب نظران در رابطه با تاریخ ، آیین و فرهنگ ایران زمین و مضمون این نمایشگاه
•نمایشگاه کتاب و عرضه کتابهایی پیرامون موضوع نمایشگاه
•ارائه خوراکی ها و وسایل سنتی